# Királylubella
Királylubella (szlovákul Kráľovské Ľubela) Lubella településrésze, 1924-ig önálló falu Szlovákiában, a Zsolnai kerületben, a Liptószentmiklósi járásban. A 20. század elején nevét Királyhölgyére magyarosították, de ez nem bizonyult maradandónak.

## Fekvése
Liptószentmiklóstól 12 km-re délnyugatra fekszik.

## Története
A falu a 13. században keletkezett, először 1278-ban IV. László adománylevelében említik, amikor a király a Lubella és a vlachok közötti területet Galicus Jánosnak adja. Korábban királyi birtok volt, liptói vár uradalmához tartozott, 1474-től a királyi birtok a likavai váruradalom része volt. A királyi tulajdonú részt ekkor kezdték Királylubellának nevezni. A 16. század elején Királylubellának 6 jobbágytelke volt, ezen kívül egy a bíróé, kettő pedig szabadoké volt. A középkorban a falu környékén főként aranyat bányásztak. A század végén és a 17. század elején a lakosság számában csökkenés ment végbe. 1831-ben a teljes Liptó vármegyét kolerajárvány sújtotta, melynek a községben 81 lakos esett áldozatul. Katolikus iskolája a 19. század közepétől működik.
Vályi András szerint "LUBELLE. vagy Lübelle, Királyi, és Nemes Lubelle. Két tót falu Liptó Várm. földes Urai Detrich, és több Uraságok, lakosaik katolikusok, fekszenek Kelecsényhez nem meszsze, mellynek filiáji, határbéli földgyeiknek egy része jó, fájok szűkebben van, legelőjök elég, keresetre módgyok jó, piatzozások Német Lipcsén."
Fényes Elek szerint "Lubelle (Király), tót falu, Liptó vmegyében: 563 kath., 25 evang., 13 zsidó lak. Piskolczbányák. F. u. Bajcsy, Köröskényi, Kubinyi, Radvánszky, Thuránszky. Ut. p. Berthelenfalva."
A trianoni békeszerződésig Liptó vármegye Németlipcsei járásához tartozott. 1924-ben Nemeslubellával egyesítették Lubella néven.

## Népessége
1910-ben 652, túlnyomórészt szlovák lakosa volt.
2001-ben Lubella 1123 lakosából 1111 szlovák volt.